# Austromyrtus pancheri
Austromyrtus pancheri är en myrtenväxtart som först beskrevs av Adolphe-Théodore Brongniart och Jean Antoine Arthur Gris, och fick sitt nu gällande namn av Karl Ewald Maximilian Burret. Austromyrtus pancheri ingår i släktet Austromyrtus och familjen myrtenväxter.
Artens utbredningsområde är Nya Kaledonien. Inga underarter finns listade i Catalogue of Life.